# Марселін (Міссурі)
Марселін (англ. Marceline) — місто (англ. city) в США, в округах Лінн і Черітон штату Міссурі. Населення — 2123 особи (2020).

## Географія
Марселін розташований за координатами 39°43′2″ пн. ш. 92°56′52″ зх. д. / 39.71722° пн. ш. 92.94778° зх. д. (39.717097, -92.947679).  За даними Бюро перепису населення США в 2010 році місто мало площу 8,60 км², з яких 8,50 км² — суходіл та 0,10 км² — водойми.

### Клімат
| Клімат : Марселін       | Клімат : Марселін | Клімат : Марселін | Клімат : Марселін | Клімат : Марселін | Клімат : Марселін | Клімат : Марселін | Клімат : Марселін | Клімат : Марселін | Клімат : Марселін | Клімат : Марселін | Клімат : Марселін | Клімат : Марселін | Клімат : Марселін |
| Показник                | Січ.              | Лют.              | Бер.              | Квіт.             | Трав.             | Черв.             | Лип.              | Серп.             | Вер.              | Жовт.             | Лист.             | Груд.             | Рік               |
| Абсолютний максимум, °C | 23,3              | 26,1              | 30,0              | 33,3              | 36,7              | 41,1              | 46,7              | 42,2              | 39,4              | 35,0              | 27,8              | 22,2              | 46,7              |
| Середній максимум, °C   | 0,6               | 4,4               | 11,1              | 17,2              | 22,8              | 27,8              | 30,6              | 29,4              | 25,0              | 19,4              | 10,0              | 2,8               | 16,7              |
| Середній мінімум, °C    | −10               | −7,2              | −1,1              | 4,4               | 10,6              | 16,1              | 18,9              | 17,8              | 12,2              | 6,1               | −1,1              | −7,2              | 5,0               |
| Абсолютний мінімум, °C  | −29,4             | −27,8             | −26,1             | −10,6             | −1,7              | 5,0               | 7,8               | 6,1               | −1,1              | −8,9              | −21,7             | −31,1             | −31,1             |
| Норма опадів, мм        | 38                | 38                | 70                | 92                | 121               | 104               | 120               | 104               | 111               | 85                | 75                | 51                | 1009              |
| ----------------------- | ----------------- | ----------------- | ----------------- | ----------------- | ----------------- | ----------------- | ----------------- | ----------------- | ----------------- | ----------------- | ----------------- | ----------------- | ----------------- |
| Джерело:                |                   |                   |                   |                   |                   |                   |                   |                   |                   |                   |                   |                   |                   |

## Демографія
Згідно з переписом 2010 року, у місті мешкали 2233 особи в 970 домогосподарствах у складі 606 родин. Густота населення становила 260 осіб/км².  Було 1151 помешкання (134/км²).
Расовий склад населення:
| - 98,0 % — білих - 0,3 % — чорних або афроамериканців - 0,1 % — корінних американців - 0,1 % — азіатів |

До двох чи більше рас належало 1,3 %. Частка іспаномовних становила 1,4 % від усіх жителів.
За віковим діапазоном населення розподілялося таким чином: 25,1 % — особи молодші 18 років, 56,6 % — особи у віці 18—64 років, 18,3 % — особи у віці 65 років та старші. Медіана віку мешканця становила 39,8 року. На 100 осіб жіночої статі у місті припадало 87,3 чоловіків;  на 100 жінок у віці від 18 років та старших — 86,0 чоловіків також старших 18 років.
Середній дохід на одне домашнє господарство  становив 43 617 доларів США (медіана — 35 326), а середній дохід на одну сім'ю — 53 539 доларів (медіана — 50 313). Медіана доходів становила 37 738 доларів для чоловіків та 29 883 долари для жінок. За межею бідності перебувало 13,5 % осіб, у тому числі 10,6 % дітей у віці до 18 років та 13,9 % осіб у віці 65 років та старших.
Цивільне працевлаштоване населення становило 872 особи. Основні галузі зайнятості: виробництво — 18,8 %, освіта, охорона здоров'я та соціальна допомога — 18,2 %, роздрібна торгівля — 16,4 %, інформація — 16,1 %.